# Daniel Bildt (1671–1723)
Daniel Bildt, född i februari 1671, död 1723, var en svensk militär.

## Biografi
Daniel Bildt var son till Knut Bildt och Inger Bildt. Han blev musketerare vid överste Boineburgs regemente i Norge 1691 och sergeant 1692, fänrik vid Gyldenløveska regementet i Danmark 1694 och löjtnant 1695 och fick avsked ur dansk tjänst 1697. Han blev ryttmästare vid Västgöta tremänningsregemente till häst 1700, generaladjutant vid svenska armén mot Norge 1709 och vid skånska armén 1710, chef för Halländska infanteriregementet 1712, överstelöjtnant vid Västgöta tremänningsregemente till häst samma år, överste för Skånska ståndsdragonregementet 1713, överste för Riksänkedrottningens livregemente till häst 1714, avsked samma år, åter överste för ståndsdragonerna 1716 till dess upplösning 1721.
Han gifte sig 1701 med friherrinnan Catharina Rehbinder (1682–1725), dotter till  generallöjtnanten och landshövdingen friherre Reinhold Rehbinder och Catharina Maria Fitinghoff. De fick barnen Knut Reinhold (1702–1750, kanslist), Carl (1704–1759, fänrik), Ingrid Maria (1705–1795), Elsa Dorotea (1706–1789), Reinhold Vincents (1707–1719), Gustaf Fredrik (1708–1723), Daniel Henrik (1710–1791), Margareta Catharina (1715–1803) och Anders Vincents (f. 1721, d. ung). Daniel Bildt är begravd i Bildtska graven i Morlanda kyrka.